# ایستگاه متروی ترمینال ۴ هیترو
ایستگاه متروی ترمینال ۴ هیترو (انگلیسی: Heathrow Terminal 4 tube station) یکی از ایستگاه‌های خط پیکدیلی متروی لندن است.
این ایستگاه که در فرودگاه هیترو لندن قرار دارد در سال ۱۹۸۶ میلادی تأسیس شده است.

## نگارخانه

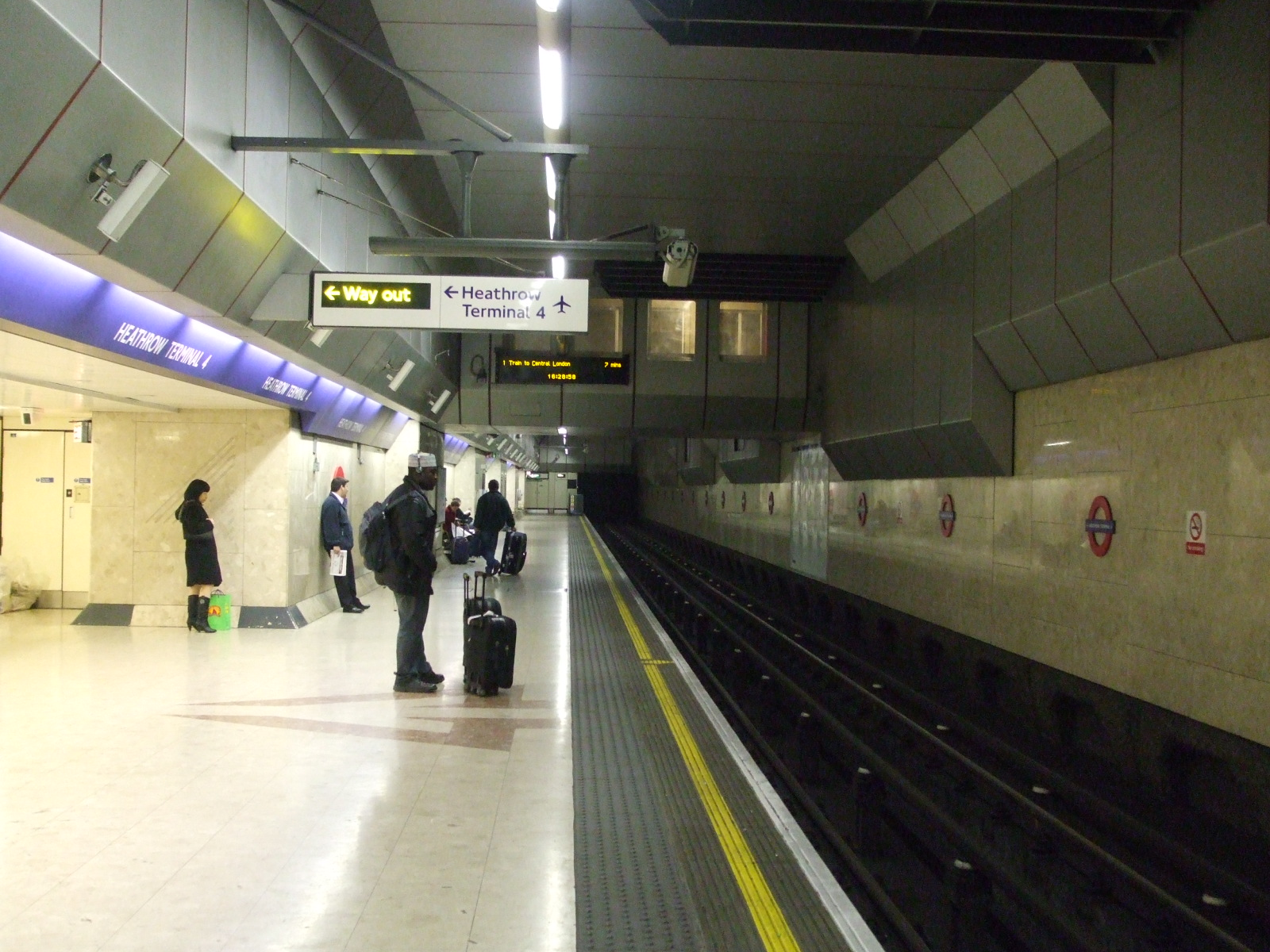
Looking east along the sole uni-directional (theoretically westbound) platform, though it is from here that trains head back to central London via Terminals 1, 2, 3 station.
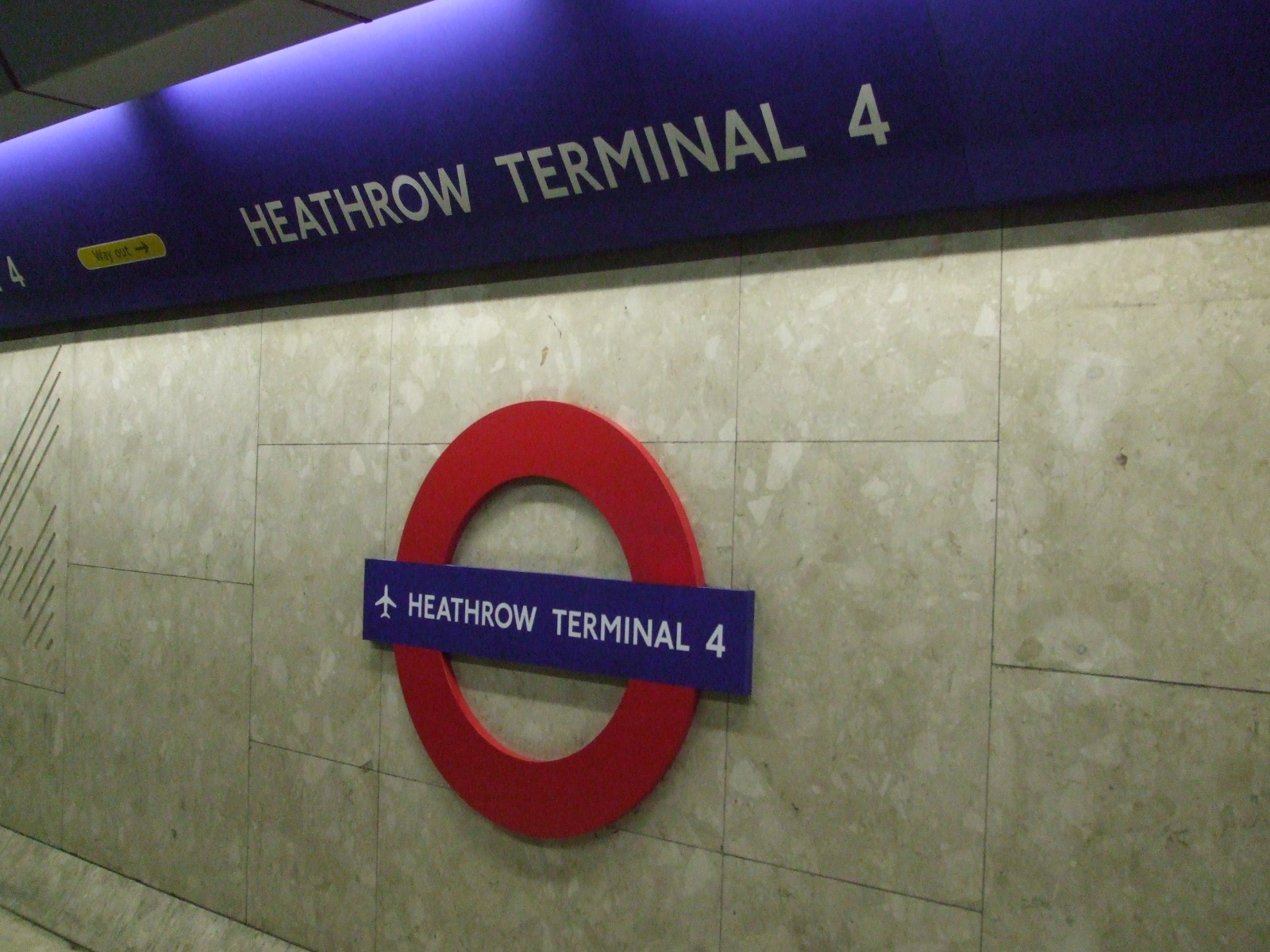
Roundel on platform
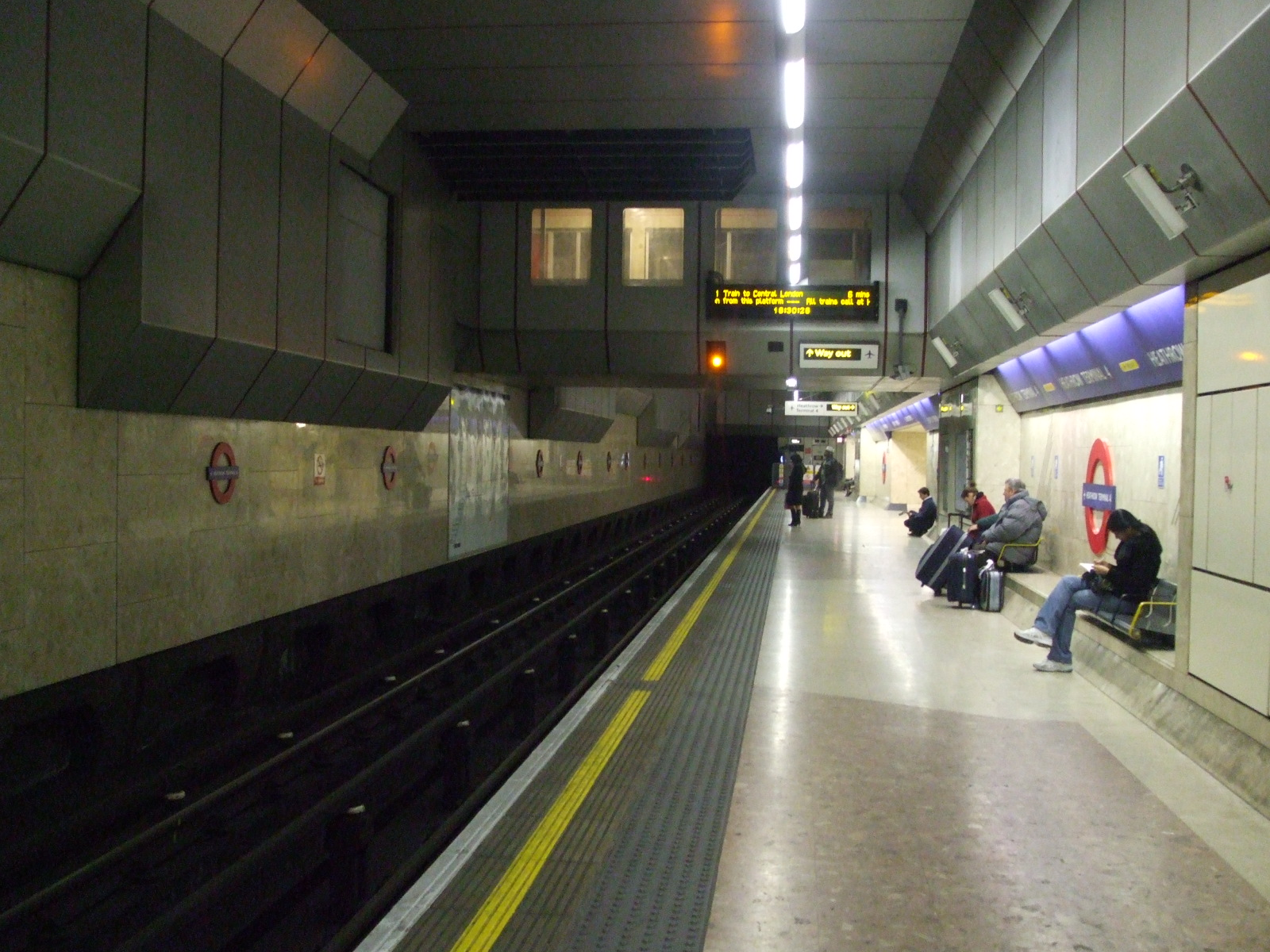
Looking west along the along the sole uni-directional platform